# 加特曼 (密西西比州)
加特曼（英語：Gattman）是位於美國密西西比州門羅縣的村。

## 人口
根據2020年美國人口普查的數據，加特曼的面積為1.46平方千米，皆為陸地。當地共有人口77人，而人口密度為每平方千米53人。